# Luisterboek Award
Der Luisterboek Award (deutsch: Hörbuchpreis) war ein niederländischer Preis für den besten Vorleser eines Hörbuches. Er wurde jährlich zur Hörbuchwoche (Week van het Luisterboek) im NPO-Radio 1-Programm Kunststof (NTR) bekannt gegeben.
Die Hörbuchwoche wurde seit 2005 veranstaltet und von 2012 bis 2017 durch die Stiftung CPNB organisiert. Neben dem Luisterboek Award wurde auch ein Hörbuchgeschenk (Luistercadeau) herausgegeben, das zur Hörbuchwoche in Buchläden und Bibliotheken gratis erhältlich war. 
2017 wurde die Week van het Luisterboek durch Hebban, einem 2014 gegründeten Sozialen Netzwerks für Buchliebhaber, übernommen und bis 2019 fortgeführt; jedoch 2020 mangels Unterstützung von Verlegern und Einzelhändlern, so der Veranstalter, eingestellt.

## Preisträger
- 2019: Frank Lammers für Paul van Loon: De familie R.I.P. (Kinderbuch), Verlag Leopold, 2018  und Johan Fretz für sein Onder de paramariboom, Verlag Lebowski, 2019[2]
- 2018: Howard Komproe, für Trevor Noah: Kleurenblind (= Farbenblind), John Murray Press, 2016[3]
- 2017: Hanna Verboom für  Martyn van Beek: Tweede kans (nur als Hörbuch veröffentlicht) und Jochem Myjer: De wereld van de Gorgels, Verlag Leopold, 2016[4]
- 2016: Adriaan van Dis, für Ferdinand Bordewijk: Karakter (siehe Film), Verlag Nijgh & Van Ditmar / Rubinstein, 2015
- 2015: Beatrice van der Poel, für John Green: Een weeffout in onze sterren (= Das Schicksal ist ein mieser Verräter), Verlag Lemniscaat/Rubinstein, 2014.
- 2014: Paulien Cornelisse und Mischa Wertheim, für Echt Gebeurd: Waargebeurde verhalen live verteld, Rubinstein, 2013.
- 2013: Arthur Japin, für sein Buch Maar buiten is het feest, Rubinstein 2012
- 2012: Stef Visjager, für Annie M. G. Schmidt / Harry Bannink: Heerlijk duurt het langst, Rubinstein, 2011.